# Andrea Berta
Andrea Berta (Brescia, 10 gennaio 1972) è un dirigente sportivo italiano, attuale direttore sportivo dell'Arsenal.

## Biografia
In gioventù lavora come banchiere e, nel frattempo, organizza tornei serali nella provincia di Brescia; il 1° luglio 2002 diventa il direttore sportivo del Carpenedolo, rimanendovi fino al 30 giugno 2006.
Il 3 gennaio 2007 viene assunto come direttore sportivo dal Parma di Tommaso Ghirardi, che aveva già lavorato con lui al Carpenedolo; il 1° settembre 2009 è chiamato a ricoprire il medesimo ruolo nel Genoa. 
Il 1° maggio 2013 si trasferisce agli spagnoli dell'Atlético Madrid, diventando il nuovo direttore tecnico; il 14 luglio 2017 viene promosso a direttore sportivo. Durante gli anni a Madrid, si occupa in prima persona del calciomercato dei Colchoneros, alzando il livello della squadra e trasformandola in una delle migliori d'Europa; tra gli acquisti più significativi della sua gestione, si ricordano: Ángel Correa, Antoine Griezmann, Jan Oblak, João Félix, Lucas Hernández, Nahuel Molina, Rodrigo de Paul e Thomas Lemar. Il 28 dicembre 2019 vince il premio di "miglior direttore sportivo" ai Globe Soccer Awards; ciò gli permette di attirare l'interesse di grandi club europei come Chelsea, Juventus, Paris Saint-Germain e Manchester United.
Il 5 gennaio 2025 lascia l'Atlético Madrid dopo quasi dodici anni; chiude la sua esperienza nei Colchoneros con le vittorie di due campionati spagnoli (2013-2014 e 2020-2021), una supercoppa spagnola (2014), un'Europa League (2017-2018) e una supercoppa europea (2018), oltre a due finali di Champions League perse contro i rivali del Real Madrid (2013-2014 e 2015-2016).   
Il 30 marzo 2025 viene nominato nuovo direttore sportivo dagli inglesi dell'Arsenal.

## Palmarès

### Competizioni nazionali
- Campionato spagnolo: 2

Atlético Madrid: 2013-2014, 2020-2021
- Supercoppa spagnola: 1

Atlético Madrid: 2014

### Competizioni internazionali
- Europa League: 1

Atlético Madrid: 2017-2018
- Supercoppa europea: 1

Atlético Madrid: 2018

### Premi individuali
- Globe Soccer Award come "miglior direttore sportivo": 1

Atlético Madrid: 2019